# Prix de composition Tōru-Takemitsu
Le prix de composition Tōru-Takemitsu (武満徹作曲賞, Takemitsu Tōru sakkyoku-shō) est un concours musical organisé à Tokyo et destiné aux jeunes compositeurs de musique contemporaine.

## Histoire
Le prix de composition Tōru Takemitsu (concours annuel de composition orchestrale), est un prix international de composition fidèle aux principes « prière, espoir, paix » de Tōru Takemitsu, créé en 1997 pour encourager les jeunes générations de compositeurs qui façonneront l'âge à venir par la création de nouvelles œuvres musicales.
La caractéristique distinctive et unique de ce prix est que chaque année, un seul juge est responsable de ses résultats. Pour le premier cycle de 3 ans, Takemitsu choisit lui-même les trois compositeurs suivants à la tête du concours : Henri Dutilleux (1997), György Ligeti (1998) et Luciano Berio (1999). Puis, après le décès de Takemitsu, les trois successeurs, Louis Andriessen (2000 recommandé par Berio), Oliver Knussen (2001 recommandé par Dutilleux) et Joji Yuasa (2002 recommandé par Ligeti) sont nommés par les premiers juges.
Pour le troisième cycle de 3 ans (2003-2005), George Benjamin (2003), Magnus Lindberg (2004) et John Adams (2005 • annulé) sont nommés sur recommandation des conseillers (Hiroyuki Iwaki, Oliver Knussen, Kent Nagano, Kazushi Ohno, Simon Rattle, Esa-Pekka Salonen et Hiroshi Wakasugi) et des juges précédents.
Pour le quatrième cycle de 3 ans (2007-2009), la sélection par les membres du Comité des conseillers et les juges précédents comprend Akira Nishimura (2007), Steve Reich (2008) et Helmut Lachenmann (2009).
Tristan Murail (2010), Salvatore Sciarrino (2011) et Toshio Hosokawa (2012) sont nommés juges pour un nouveau cycle de 3 ans.
Les œuvres nommées sont données au Concert Hall de Tokyo Opéra City.
Soixante compositeurs différents ont été distingués par ce prix depuis sa création en 1997.

## Résultats
Lauréats : Année - Juge - Prix .
- 1997 - Henri Dutilleux - Premier prix : prix non décerné. Deuxième prix : ZÉULA de Massimo Botter et Mabuni-no-Oka de Hideki Kozakura. Troisième prix : PAGAN II de Marc kenneth Yeats.
- 1998 - György Ligeti - prix non décerné
- 1999 - Luciano Berio - Premier prix : Uninterrupted Song de Katsuji Maeda. Deuxième prix : DINAMORPHIA de Ken Ito. Troisième prix : Polychrome de Toshiya Watanabe.
- 2000 - Louis Andriessen - Premier prix : L'été-L'oubli rouge de Jun Nagao. Deuxième prix : AWAKENINGS by Joe Cutler. Troisième prix : Pulsating de Sho Ueda.
- 2001 - Oliver Knussen - Premier prix : AQUILO d'Arlene Elizabeth Siera et Gebilde-Gegenbild de René Mense. Deuxième prix : 5 pieces for orchestra de Luke Bedford. Troisième prix : Stein/Stern de Ryuji Kubota.
- 2002 - Joji Yuasa - Premier prix : Canticum Tremulum de Royuki Yamamoto. Deuxième prix : FEEDBACK de Panayiotis Kokoras et Scene for Orchestra de Theodor Pauss. Troisième prix : Tzolkin de Michael John Wiley.
- 2003 - George Benjamin - Premier prix : Allégories de Joël Mérah. Deuxième prix : Calling Timbuktu de Dai Fujikura. Troisième prix : Nights Bright Days de Phillip Neil Martin et Da/Fort de Vittorio Zago.
- 2004 - Magnus Lindberg - Premier prix : Fantasia on a Theme by Vaughan Williams de Paul Stanhope. Deuxième prix : Phenomenon de Narong Prangcharoen et Focal Distance II de Sho Ueda. Troisième prix : YU-HYUN de Soonjung Suh et TALKING de Marius Baranauskas.
- 2005 - John Adams - concours annulé
- 2006 - le concours n'est pas organisé
- 2007 - Akira Nishimura - Premier prix : Never Stand Behind Me de Sho Ueda. Deuxième prix : CUBE d'Andrea Portera. Troisième prix : AQUA de Man Fang, Reminiscence of a dream de YiMing Wu et In Killing Fields Sweet Butterfly Ascend de Jonas Valfridsson.
- 2008 - Steve Reich - Premier prix : What dou you think about the dropping of atomic bombs on Hiroshima and Nagasaki? de Yuichi Matsumoto. Deuxième prix : La Noche de Takemitsu de Tomás Barreiro. Troisième prix : God in the Machine de Damian Barbeler et 16_1/32_1 et Tōru Nakatani.
- 2009 - Helmut Lachenmann - Premier prix : Hexagonal Pulsar de Kenji Sakai. Deuxième prix : Creatura Temporale de Raffaele Grimaldi et ZAI de Kazutomo Yamamoto. Troisième prix : Cronica Fisiologica Universal de Lucas Fagin and A Whirl of Endless Repetition - To the Chaotic Ocean de Masato Kimura.
- 2010 - Tristan Murail - Premier prix : ...Figures at the Base of a Crucifixion de Roberto Toscano. Deuxième prix : Aquarius by Andrej Slezak et Infinito Nero e Lontano la Luce de Ken Namba. Troisième prix : Deux Presages de Chikako Yamanaka.
- 2011 - Salvatore Sciarrino - Premier prix : Flux et reflux de Florent Motsch-Etienne. Deuxième prix : Subliminal' de Bernd Richard Deutsch. Troisième prix : Parts II de Jan Erik Mikalsen. Quatrième Prix : NAMOK de Heera Kim.
- 2012 - Toshio Hosokawa - Premier prix : Mano d'erba, per orchestra de Federico Gardella et Une Œuvre pour l'Echo des Rêves (II), pour orchestre d'Ioannis Angelakis. Troisième prix : I Do Hope to Sleep in the Silent Universe de Masato Kimura et WARAI de Shiori Usui.
- 2013 - Sir Harrison Birtwistle - Premier prix : SIGHS - hommage à Fryderyk Chopin de Marcin Stańczyk. Deuxième prix : The Lark in the Snow de Sumio Kobayashi. Troisièmes prix : Zwei Landschaftsbilder de Huan Liu et CLOSE' to You to 'OPEN de Nana Kamiyama.
- 2014 - Peter Eötvös - Premier prix : THE NORTHERN CAMELLIA - GRADATION OF SOUNDING AMITY No.2 de Kei Daigo. Deuxième prix : Until the Sea Above Us Is Closed Again de Giovanni Dario Manzini. Troisième prix :  BLACK BOXES für drei Orchestergruppen de Timo Ruttkamp et AWAKENING / SERENITY de Siraseth Pantura-umporn.

## Source de la traduction
- (en) Cet article est partiellement ou en totalité issu de l’article de Wikipédia en anglais intitulé « Toru Takemitsu Composition Award » (voir la liste des auteurs).